# Archieparquía de Damasco de los maronitas
La archieparquía de Damasco de los maronitas (en latín: Archieparchia Damascena Maronitarum y en árabe: أبرشية حلب المارونيّة‎) es una circunscripción eclesiástica de la Iglesia católica en Siria. Se trata de una archieparquía maronita inmediatamente sujeta al patriarcado de Antioquía de los maronitas. Desde el 14 de octubre de 2006 su archieparca es Samir Nassar.

## Territorio y organización
La archieparquía extiende su jurisdicción sobre los fieles de rito antioqueno maronita residentes en las gobernaciones de Damasco, Campiña de Damasco, Dar'a, Quneitra y As-Suwayda. La eparquía está dentro del territorio propio del patriarcado de Antioquía de los maronitas.
La sede de la archieparquía se encuentra en el barrio de Bab Tuma en la ciudad de Damasco, en donde se halla la Catedral de San Antonio.
En 2021 en la archieparquía existían 6 parroquias.

## Historia
La serie episcopal católica comenzó en 1527. La Iglesia maronita no estaba dividida en diócesis y según el jesuita Giovanni Battista Eliano, enviado del papa Gregorio XIII ante el patriarca maronita en 1578, los obispos no tenían una sede ni un territorio con fronteras claras ni independencia financiera y administrativa. Había un obispo destacado en Damasco, pero lo hacía como representante del patriarca. El 30 de septiembre de 1736 en el sínodo del Monte Líbano en el monasterio de Nuestra Señora en Louaizeh se decidió —siguiendo las decisiones del Concilio de Trento (1545-1563)— la erección canónica de 8 diócesis con límites definidos, cada una con un obispo residente y con autoridad ordinaria. Una de esas diócesis fue la eparquía de Damasco, cuya jurisdicción inicial fue fijada como:

V. Damasci: hujus jurisdictio exctenditur in Dioecesim Damascenam, necnon ampliatur ad alteram dimidiam partem ditionis Gazirensis, cujus caput est Agelton, complectitur praeterea Bascontam Zuc-Charabam et Zabbugam.

La bula Apostolica praedecessorum del 14 de febrero de 1742 del papa Benedicto XIV, confirmó la decisión sinodal de subdividir el patriarcado en diócesis, su número y su extensión territorial. Sin embargo, el sínodo acordó que las diócesis no serían asignadas hasta que el número de obispos se redujera hasta 8, lo cual se puso en práctica durante el patriarcado de Youssef VIII Hobaish (1823-1845). Por esta razón la eparquía de Damasco, que era la eparquía patriarcal bajo la administración directa del patriarca, incluía: Keserwan, Bisharri, Zgharta, Koura y Deir el Ahmar en Líbano. Un obispo auxiliar basado en Keserwan asistía a Damasco. Jbeil o Biblos fue parte de la eparquía de Damasco hasta 1768, cuando fue unida a Batrún para formar la eparquía de Jbeil y Batrún. Durante el patriarcado de Youssef VIII Hobaish quedó definida como eparquía de Damasco.
En la noche entre el 9 y el 10 de julio de 1860, los drusos, que no aceptaron la libertad de culto otorgada a los cristianos por el sultán otomano, mataron en Damasco a un grupo de once misioneros franciscanos y fieles laicos de la Iglesia maronita, conocidos como mártires de Damasco. Fueron beatificados por el papa Pío XI el 10 de octubre de 1926.
Perdió su sector en el Líbano el 12 de diciembre de 1959 cuando fue erigida la eparquía de Sarba mediante la bula Orientalis Ecclesiae del papa Juan XXIII.

Placet ergo, distracta ea territorii parte, quam diximus, ab Eparchia Damascena, novam Eparchiam constitui, Sarbensem nomine, iisdemque finibus terminandam atque terrae pars ex qua fit ; Sedem episcopalem in urbe, quam populus Sarba dicit, collocari, cathedram vero in templo S. Georgii in eadem urbe, idque congrua dignitate honestari.

## Estadísticas
Según el Anuario Pontificio 2022 la archieparquía tenía a fines de 2021 un total de 6000 fieles bautizados.
| Año                                                                             | Población            | Población | Población      | Sacerdotes | Sacerdotes    | Sacerdotes    | Bautizados por sacerdote | Diáconos permanentes | Religiosos | Religiosos | Parroquias |
| Año                                                                             | Bautizados católicos | Total     | % de católicos | Total      | Clero secular | Clero regular | Bautizados por sacerdote | Diáconos permanentes | Varones    | Mujeres    | Parroquias |
| ------------------------------------------------------------------------------- | -------------------- | --------- | -------------- | ---------- | ------------- | ------------- | ------------------------ | -------------------- | ---------- | ---------- | ---------- |
| 1950                                                                            | 30 000               | ?         | ?              | 66         | 48            | 18            | 454                      |                      | 70         | 67         | 54         |
| 1980                                                                            | 4800                 | ?         | ?              | 1          | 1             |               | 4800                     |                      |            |            | 1          |
| 1990                                                                            | 8000                 | ?         | ?              | 5          | 2             | 3             | 1600                     |                      | 3          | 5          | 2          |
| 1999                                                                            | 8000                 | ?         | ?              | 2          | 2             |               | 4000                     |                      |            | 2          | 1          |
| 2001                                                                            | 8000                 | ?         | ?              | 1          | 1             |               | 8000                     |                      |            | 2          | 1          |
| 2002                                                                            | 12 000               | ?         | ?              | 1          | 1             |               | 12 000                   |                      |            |            | 1          |
| 2003                                                                            | 12 000               | ?         | ?              | 1          | 1             |               | 12 000                   |                      |            |            | 1          |
| 2004                                                                            | 12 000               | ?         | ?              | 1          | 1             |               | 12 000                   |                      |            |            | 6          |
| 2006                                                                            | 12 000               | ?         | ?              | 4          | 4             |               | 3000                     |                      |            |            | 6          |
| 2009                                                                            | 16 000               | ?         | ?              | 5          | 5             |               | 3200                     |                      | 16         | 175        | 3          |
| 2013                                                                            | 20 300               | ?         | ?              | 8          | 4             | 4             | 2537                     |                      | 20         | 138        | 8          |
| 2016                                                                            | 15 000               | ?         | ?              | 25         | 4             | 21            | 600                      |                      | 37         | 144        | 9          |
| 2019                                                                            | 6000                 |           |                | 4          | 4             |               | 1500                     |                      |            |            | 6          |
| 2021                                                                            | 6000                 | ?         | ?              | 4          | 4             |               | 1500                     |                      |            |            | 6          |
| Fuente: Catholic-Hierarchy, que a su vez toma los datos del Anuario Pontificio. |                      |           |                |            |               |               |                          |                      |            |            |            |

## Episcopologio
- Antonios † (1523-?)
- Giorgio Salomo, O.S.A. † (13 de marzo de 1560-1574 falleció)
- Youssef Girgis al-Basluqiti † (1577-1580 falleció)
- Sarkis Risio o Rizzi † (1600-1638 falleció)
- Sarkis Al Jamri † (mencionado en 1661)
- Semaan Awwad (Simone Evodio) † (27 de enero de 1716-16 de marzo de 1743 nombrado patriarca de Antioquía)
- Arsenio 'Abdoul-Ahad † (mencionado en agosto de 1774)
- Youssef Tyan † (1786-1788 nombrado vicario patriarcal)[nota 1]
- Germanos El Khazen (Germano Gazeno) † (1794-1806 falleció)
- Estefan I El-Khazen (Stefano Gazeno) † (2 de abril de 1806-31 de diciembre de 1830 falleció)
- Youssef El Khazen (Giuseppe Gazeno) † (6 de abril de 1830 consagrado-19 de enero de 1846 confirmado patriarca de Antioquía)
- Estefan II El-Khazen (Stefano Gazeno) † (2 de abril de 1848-8 de diciembre de 1868 falleció)
- Nomatallah Dahdah † (11 de febrero de 1872-? falleció)
- Paolo Massad † (12 de junio de 1892-marzo de 1919 falleció)
- Béchara Richard Chémali † (9 de mayo de 1920-24 de diciembre de 1927 falleció)
- Jean Elie El-Hage † (29 de abril de 1928-30 de noviembre de 1955 falleció)
- Antoine Hamid Mourany † (5 de junio de 1989-10 de marzo de 1999 renunció)
- Raymond Eid † (5 de junio de 1999-25 de septiembre de 2005 retirado)
- Samir Nassar, confirmado el 14 de octubre de 2006